# Ringelbrasse
Die Ringelbrasse (Diplodus anularis), auch Kleine silberne Meerbrasse genannt, ist ein Fisch aus der Familie der Meerbrassen, der im Mittelmeer beheimatet ist.

## Beschreibung
Die Ringelbrasse hat einen hohen und seitlich stark abgeflachten Körper, der mit großen Schuppen besetzt ist. Der Kopf ist relativ klein, die Augen sind groß. Die Rückenflosse ist mit spitzen Stachelstrahlen besetzt und langgezogen, die Brustflossen sind lang und spitz und die Schwanzflosse ist gegabelt. Das Maul der Ringelbrasse ist spitz und endständig und mit kleinen Zähnen besetzt.
Der Körper der Ringelbrasse ist silbern glänzend mit leichtem violettem Schimmer und trägt an der Schwanzwurzel einen markanten schwarzen Fleck. Die Maximalgröße der Ringelbrasse liegt bei 21 Zentimetern, der Durchschnitt bei etwa 10–12 Zentimetern.

## Lebensweise
Die Ringelbrasse lebt in kleinen Gruppen in Küstennähe. Sie ist über weichen Böden, Sandböden, Seegraswiesen und über Felsen anzutreffen. Die Fische sind sehr scheu und vorsichtig und halten zu Tauchern und Booten meist Abstand.
Die Ringelbrasse ernährt sich überwiegend von kleinen Krebstieren wie Garnelen, Krebsen, Krabben und Ruderfußkrebsen, aber auch Muscheln, Schnecken, Ringelwürmer, Fischlaich und kleine Fische werden gefressen.

## Verbreitung
Die Ringelbrasse lebt im gesamten Mittelmeer, wo sie eine der dominierenden Arten der Küstenzone darstellt. Ebenso ist sie im Schwarzen Meer und an der portugiesischen und marokkanischen Atlantikküste verbreitet.

## Fischerei und Nutzung
Die Ringelbrasse gilt als nicht gefährdet, da sie durch ihre geringe Größe und ihr scheues Verhalten kaum von der industriellen Fischerei genutzt wird. Sie wird als Beifang gefangen und für Fischsuppen und gebratene Fischgerichte genutzt. Das Fleisch ist weiß und weich und wie das aller Arten der Gattung Diplodus sehr schmackhaft und fein.
Mit der Angel wird die Ringelbrasse mit tierischen Kleinködern küstennahe gefangen. Da die Fische sehr scheu sind, müssen die Montagen entsprechend fein sein.